# MAPK3
MAPK3 (англ. Mitogen-activated protein kinase 3) – білок, який кодується однойменним геном, розташованим у людей на короткому плечі 16-ї хромосоми. Довжина поліпептидного ланцюга білка становить 379 амінокислот, а молекулярна маса — 43 136.
| 10         |  | 20         |  | 30         |  | 40         |  | 50         |
| ---------- |  | ---------- |  | ---------- |  | ---------- |  | ---------- |
| MAAAAAQGGG |  | GGEPRRTEGV |  | GPGVPGEVEM |  | VKGQPFDVGP |  | RYTQLQYIGE |
| GAYGMVSSAY |  | DHVRKTRVAI |  | KKISPFEHQT |  | YCQRTLREIQ |  | ILLRFRHENV |
| IGIRDILRAS |  | TLEAMRDVYI |  | VQDLMETDLY |  | KLLKSQQLSN |  | DHICYFLYQI |
| LRGLKYIHSA |  | NVLHRDLKPS |  | NLLINTTCDL |  | KICDFGLARI |  | ADPEHDHTGF |
| LTEYVATRWY |  | RAPEIMLNSK |  | GYTKSIDIWS |  | VGCILAEMLS |  | NRPIFPGKHY |
| LDQLNHILGI |  | LGSPSQEDLN |  | CIINMKARNY |  | LQSLPSKTKV |  | AWAKLFPKSD |
| SKALDLLDRM |  | LTFNPNKRIT |  | VEEALAHPYL |  | EQYYDPTDEP |  | VAEEPFTFAM |
| ELDDLPKERL |  | KELIFQETAR |  | FQPGVLEAP  |  |            |  |            |

A: Аланін

C: Цистеїн

D: Аспарагінова кислота

E: Глутамінова кислота

F: Фенілаланін

G: Гліцин

H: Гістидин

I: Ізолейцин

K: Лізин

L: Лейцин

M: Метіонін

N: Аспарагін

P: Пролін

Q: Глутамін

R: Аргінін

S: Серин

T: Треонін

V: Валін

W: Триптофан

Кодований геном білок за функціями належить до трансфераз, кіназ, серин/треонінових протеїнкіназ, фосфопротеїнів. 
Задіяний у таких біологічних процесах, як апоптоз, взаємодія хазяїн-вірус, клітинний цикл, ацетилювання, альтернативний сплайсинг. 
Білок має сайт для зв'язування з АТФ, нуклеотидами. 
Локалізований у цитоплазмі, ядрі, мембрані.